# Douglas Smith
Douglas Alexander Smith (Toronto, 22 de junho de 1985) é um ator canadense naturalizado norte-americano.
Ator e músico, participou de várias produções do cinema e séries de televisão, com destaque para a série Big Love, onde interpretou Ben Henrickson e Percy Jackson: Sea of Monsters, onde interpretou Tyson, um ciclope meio-irmão do protagonista. Douglas é irmão do também ator Gregory Smith.

## Filmografia
- Don't Worry Darling (TBA)
- The Alienist (2018) ... Marcus Isaacson
- The Bye Bye Man (2017) ... Elliot
- O Exterminador do Futuro: Gênesis (2015) ... Jonh Connor (Jovem)
- Ouija: O Jogo dos Espíritos (2014) ... Pete
- Percy Jackson e o Mar de Monstros (2013) ... Tyson
- O menino que Cheira como Peixe (2011) ... Mica
- Citizen Duane (2006) ... Duane Balfour
- Big Love (2006) ... Ben Henrickson
- Close to Home (2006) ... Colin Parks
- Crossing Jordan (2006) ... Steven Reynolds
- CSI: Crime Scene Investigation (2006) ... Marlon West
- Santa's Slay (2005) ... Nicholas Yuleson
- Rock the Paint (2005) ... Josh
- Sleepover (2004) ... Gregg
- CSI: Miami (2004) ... Jason Henderson
- The Guardian (2004) ... Jay
- Joan of Arcadia (2004) ... Daniel Shoalar
- Everwood (2004) ... Gavin Curtis
- State's Evidence (2004) ... Scott
- Out There (2003) ... Reilly Evans
- Cold Case' (2003) ... Brian Baye
- Stuck in the Middle with You (2003) ... Sam
- Hangman's Curse  (2003) ... Elijah Springfield
- Lock Her Room (2003) ... Johnny
- Partners in Action (2002) ... Teddy
- Family Law (2001) ... Patrick Samson
- Blast from the Past (1999) ... Adam
- The Outer Limits (1998)
- The X-Files (1996)
- Death Game (1996) ... Tristan

## Música
Douglas já fizera parte de duas bandas de médio sucesso nacional, apresentando-se em programas locais dos EUA.
- His Orchestra: A banda possui cinco músicas de maior sucesso, sendo que uma delas (Attached) fez parte da trilha sonora do filme "O menino que Cheirava como Peixe (2011)", no qual Douglas atuou ao lado de Zöe Kravitz. As músicas são:

1. Attached.
2. Black Coffin.
3. Big Heart.
4. Fire Scape.
5. Hibernation.

- Alaskan Summer: Não há muito conhecimento sobre essa banda. As informações são que Douglas e a namorada, Ashton Lunceford, escreveram juntos a música para a série "Big Love", pelo qual Douglas adquiriu maior sucesso na carreira de ator. :

1. Machine of Love.